# Leptodontium araucarieti
Leptodontium araucarieti är en bladmossart som beskrevs av Jean Édouard Gabriel Narcisse Paris 1900. Leptodontium araucarieti ingår i släktet groddmossor, och familjen Pottiaceae. Inga underarter finns listade i Catalogue of Life.